# Lesní vegetační stupeň

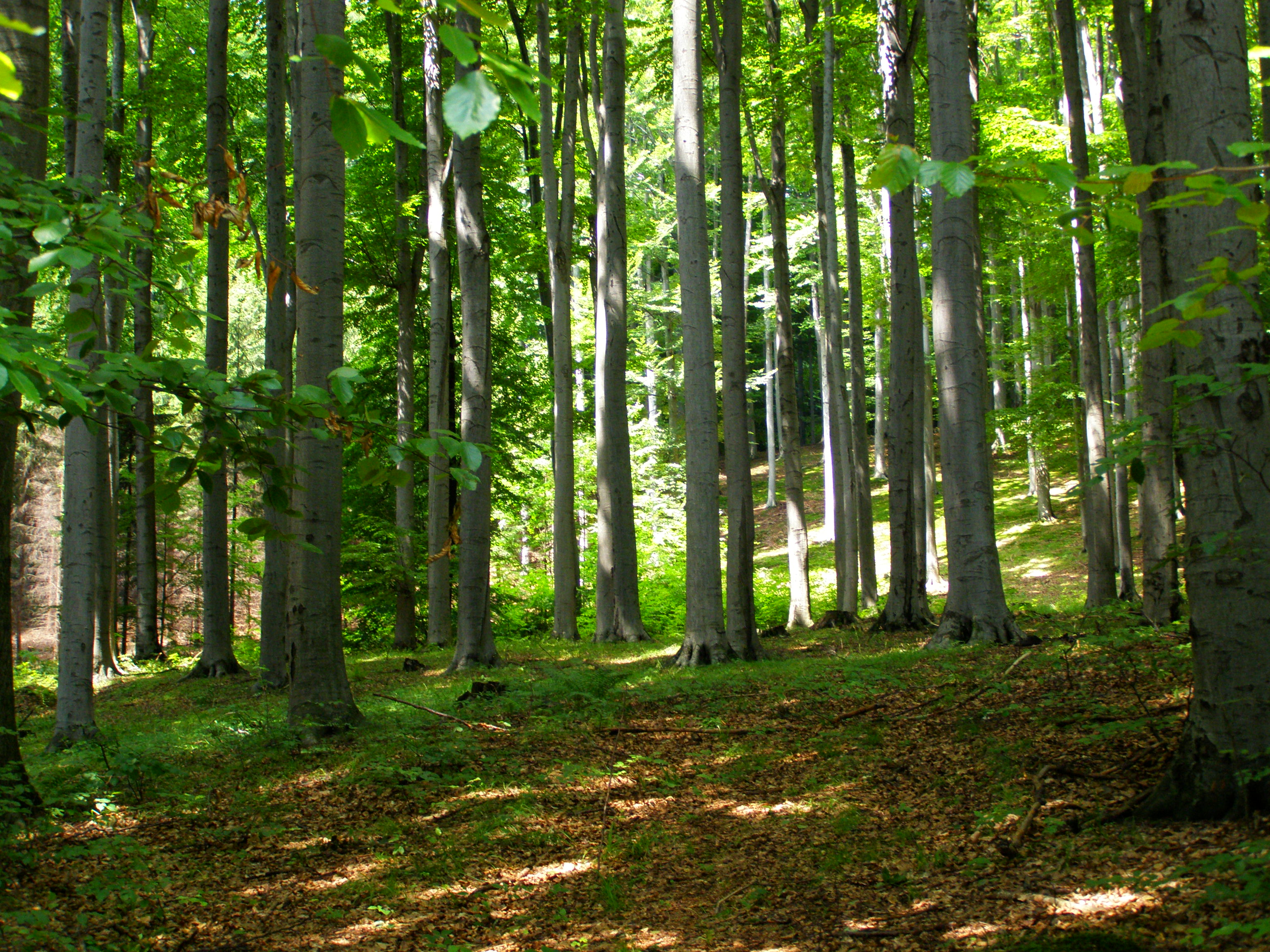
4. lesní vegetační stupeň (bukový) - PR Palkovické hůrky

Lesní vegetační stupeň (resp. subalpínský a alpínský vegetační stupeň) -  je formalizovaná lesnická jednotka používaná zejména v lesnické typologii. Lesní vegetační stupně vyjadřující vztah mezi klimatem a biocenózou (vegetačními společenstvy), reprezentovanými tzv. klimaxovými dřevinami. Popisují tak ve zjednodušené podobě vegetační stupňovitost a poskytují rámcovou představu o vertikálním rozšíření hlavních dřevin. Lesní vegetační stupně spolu s definovanými edafickými (také půdními nebo ekologickými) řadami (edafické řady: extrémní, kyselá, živná, obohacená oglejená a podmáčená. Každá řada se ještě rozpadá na podrobnější jednotky - tzv. Půdní kategorie) slouží k základní typologické klasifikaci lesů pomocí vymezení lesních typů (následně sdružovaných do větších kategorií tzv. souborů lesních typů)
V rámci ČR je vymezeno 10 lesních vegetačních stupňů, jež jsou nazvány podle jednotlivých klimaxových dřevin a jejich kombinací: dubu zimního a dubu letního, buku lesního, jedle bělokoré, smrku ztepilého, borovice kleče a alpínských luk.

## Přehled lesních vegetačních stupňů
- 0. lesní vegetační stupeň – borový
- 1. lesní vegetační stupeň – dubový
- 2. lesní vegetační stupeň – buko-dubový
- 3. lesní vegetační stupeň – dubo-bukový
- 4. lesní vegetační stupeň – bukový
- 5. lesní vegetační stupeň – jedlo-bukový
- 6. lesní vegetační stupeň – smrko-bukový
- 7. lesní vegetační stupeň – bukovo-smrkový
- 8. lesní vegetační stupeň – smrkový
- 9. subalpínský vegetační stupeň – klečový[1]
- 10. alpínský vegetační stupeň - alpínský (alpínské louky)